# Антоний (епископ Ростовский)
Епи́скоп Анто́ний (ум. 1336) — епископ Русской православной церкви, епископ Ростовский, Ярославский и Белоезерский.
Канонизирован в лике святителей, память — 28 июля/10 августа и 23 мая/5 июня в Соборе Ростово-Ярославских святых.
Хиротонисан во епископа в октябре 1328 году. Хиротонию совершили митрополит Киевским и всея Руси Феогност, епископ Галицкий Феодор и епископ Рязанский Григорий.
Скончался в 1336 году. Погребён в Ростовском Успенском соборе.
Время местной канонизации неизвестны. Местная канонизация святителя Антония праздновалась 28 июля, а в 1964 году его имя включено в Собор Ростово-Ярославских святых.